# Berliner Institut für Psychotherapie und Psychoanalyse
Das Berliner Institut für Psychotherapie und Psychoanalyse e.V. (BIPP) ist ein 1983 gegründetes, staatlich anerkanntes Aus- und Weiterbildungsinstitut für im Bereich der psychoanalytisch begründeten Behandlungsverfahren mit Sitz in Berlin. Neben der Aus- und Weiterbildung von Ärzten und Psychologen zu Psychotherapeuten und Psychoanalytikern unterhält das BIPP eine Ambulanz und Vermittlungsstelle. Menschen, die nach einem Therapieplatz zur Behandlung einer psychischen Erkrankung suchen, können sich in der Vermittlungsstelle von qualifizierten Psychotherapeuten beraten lassen.
Des Weiteren versteht sich das BIPP als Diskussionsforum im psychoanalytischen und kulturwissenschaftlichen Diskurs.

## Geschichte
Das BIPP wurde 1983 mit dem Ziel gegründet, Ärzten eine fundierte Ausbildung zur Erlangung der Berufsbezeichnung „Psychotherapie“ anzubieten. Die Ärztekammer erkannte das Institut bereits seit seiner Gründung an, 1991 folgte die Anerkennung durch die Kassenärztliche Vereinigung. 1992 wurde das BIPP durch die Deutsche Gesellschaft für Psychoanalyse, Psychotherapie, Psychosomatik und Tiefenpsychologie (DGPT) als Ausbildungsstätte für Tiefenpsychologie und Psychoanalyse anerkannt und ist Teil des Netzwerkes freier Institute (NFIP) in der DGPT. Absolventen des BIPP können seither Mitglied der DGPT werden. 1993 gründete sich eine Arbeitsgruppe der Deutschen Psychoanalytischen Gesellschaft (DPG) am BIPP. Seit 1999, mit Inkrafttreten des Psychotherapeutengesetzes, können auch Diplom-Psychologen die Ausbildung beginnen und nach dem erfolgreichen Abschluss die Approbation als Psychologischem Psychotherapeuten beantragen. 2002 wurde ein DGP-Institut am BIPP gegründet und 2003 von der Fachgesellschaft als offizielle DPG-Ausbildungsstätte anerkannt.

## Aus- und Weiterbildung
Am BIPP können folgende Aus- und Weiterbildungsgänge besucht und absolviert werden:
1. Ausbildung zum psychoanalytischen Psychotherapeuten
2. Ausbildung zum tiefenpsychologisch fundierten Psychotherapeuten für Psychologen.
3. Weiterbildung zum Psychoanalytiker im Rahmen eines ‚Aufbau- bzw.
Quereinsteigermodells’ für tiefenpsychologisch ausgebildete Psychotherapeuten.
4. Weiterbildung in der analytischen- oder tiefenpsychologisch fundierten
Gruppentherapie in Zusammenarbeit mit dem Berliner Institut
für Gruppenanalyse.
5. Weiterbildung zum Psychoanalytiker für die sog. Psychofachärzte
(Arzt für Psychiatrie und Psychotherapie, Arzt für Psychosomatische
Medizin und Psychotherapie, Arzt für Kinder- und Jugendpsychiatrie)
und für Ärzte mit der Bereichsbezeichnung Psychotherapie.
6. Absolvieren von Teilen der Facharztausbildung für Psychosomatische
Medizin und Psychotherapie oder für Psychiatrie und Psychotherapie.
7. Erwerb der Zusatzbezeichnungen ‚Psychoanalyse‘ bzw. ‚Psychotherapie‘↵für Ärzte.
8. Zusatzqualifikation für Tiefenpsychologisch fundierte Psychotherapie
bei Kindern und Jugendlichen in Zusammenarbeit mit der Berliner
Akademie für Psychotherapie (BAP).
Kandidierende des DPG-Institutes am BIPP absolvieren ihre Psychoanalyse-Ausbildung nach den Richtlinien der DPG. Sie erhalten somit die Möglichkeit zur Mitgliedschaft in dieser Fachgesellschaft.

## Institutsambulanz und Vermittlungsstelle
Das BIPP verfügt über eine eigene Ambulanz und Vermittlungsstelle. Patienten können sich an diese wenden, wenn sie nach einem Therapieplatz für sich suchen. Es werden hierzu mehrere Vorgespräche geführt und danach, unter Berücksichtigung der Wünsche der Patienten aber vor allem entsprechend der Behandlungsindikation eine konkrete Empfehlung für einen Therapeuten ausgesprochen. Teilweise erfolgt die Vermittlung an Aus- und Weiterbildungskandidaten des Instituts.

## Forum Psychoanalytischer Wissenschaften
Das Forum psychoanalytischer Wissenschaft am BIPP entstand 2008. Ziel des Forums ist, aus der klinisch-therapeutischen Arbeit hervorgegangene Konzepte und Erfahrungen mit psychoanalytisch orientierten Forschungsansätzen im Bereich der Kultur- und Sozialwissenschaften zusammenzuführen. Regelmäßig werden Vorträge und Symposien mit psychoanalytisch interessierten Kultur- und Sozialwissenschaftlern organisiert.

## AG Film und Psychoanalyse
Die AG Film und Psychoanalyse am BIPP organisiert regelmäßig Vorträge und Veranstaltungen zu Themen der psychoanalytischen Filmanalyse. Ziel ist, durch den Austausch über unterschiedliche Wahrnehmungen zu einem umfassenderen psychoanalytischen Verstehen des im Film dargestellten und während des Films Erlebten zu kommen.

## AG Malerei und Psychoanalyse
Die AG Malerei und Psychoanalyse beschäftigt sich in Theorievorlesungen und in einer Werkstatt mit spezifischen Themen der psychoanalytischen Kunsttheorie in der Annahme, dass die durch Kunst symbolisierten Grunderfahrungen der menschlichen Existenz einen Zugang zum Unbewussten schaffen können.

## AG Musik und Psychoanalyse
Die AG Musik und Psychoanalyse betrachtet das Musikerleben mit Hilfe psychoanalytischer Konzepte. Kann Musik zur Selbstobjekterfahrung werden, oder als Übergangsobjekt dienen oder kann sich die Beziehung zwischen Musiker und Zuhörer dem Muster der projektiven Identifikation nähern? Im Vordergrund steht dabei ein Austausch über die aktuelle Musikerfahrung. Zu diesem Thema werden Seminare und Chorprojekte angeboten.

## Arbeitskreis Psychotherapie e.V.
An das BIPP angegliedert ist der Arbeitskreis Psychotherapie e.V. Die Mitglieder sind psychologische und ärztliche Psychotherapeutinnen und Psychotherapeuten, die in psychodynamischen Verfahren arbeiten und hier die Gelegenheit zur Fallbesprechung unter qualifizierter Intervision nutzen.